# Sun Herald
Il Sun Herald è un quotidiano statunitense fondato nella città di Biloxi, nello Stato del Mississippi, nel 1884. La sua sede è situata nella cittadina di Gulfport.

## Storia
Il giornale fu fondato nel 1884 a Biloxi come The Weekly Herald e nel 1905 aprì una redazione anche nella vicina cittadina di Gulfport. Nel 1934 la testata cambiò il nome in The Daily Herald. L'intestazione venne nuovamente cambiata nel 1985, quando assunse quella attuale con la fusione con l'edizione mattutina, chiamata The Mississippi Sun.
Durante l'uragano Katrina la redazione fu duramente colpita, tuttavia le copie del Sun Herald continuarono ad uscire regolarmente nonostante parte dello staff fosse stata costretta a sfollare a Columbus, in Georgia. L'anno seguente, per la copertura offerta durante i giorni di Katrina, la redazione fu premiata con il prestigioso Premio Pulitzer per il miglior giornalismo di pubblico servizio.